# Streephyacint
De streephyacint (Scilla mischtschenkoana) is een plant uit de aspergefamilie. Ze wordt ook wel witte sterhyacint genoemd.
De plant komt van nature voor in de Kaukasus en Zuid-Rusland.
In 1931 of 1936 introduceerde het Nederlandse bollenbedrijf Van Tubergen deze plant in tuinen in West-Europa. De plant wordt daarom vaak aangeduid als Scilla mischtschenkoana 'Tubergeniana', alsof het een cultivar zou zijn of zelfs als Scilla tubergeniana, alsof het een andere soort zou zijn.

## Beschrijving
De bloemen ervan zijn wit met een blauwe streep over de middenstreep van elk kroonblad, en de meeldraden zijn geel. Soms tendeert de kleur naar lichtroze of blauwwit.
De bollen zijn vrij klein.
S. autumnalis · 
S. bifolia (vroege sterhyacint) · 
S. hyacinthoides · 
S. lilio-hyacinthus · 
S. litardierei · 
S. ×massartiana (basterdhyacint) · 
S. mischtschenkoana (streephyacint) · 
S. peruviana ·
S. sardensis (kleine sneeuwroem)
S. siberica (oosterse sterhyacint) · 
S. forbesii (grote sneeuwroem)